# Ryssån
Ryssån är en 40 kilometer lång å i Mora kommun. 
Den rinner i hela sin sträckning åt öster, genom Siljansfors försökspark, under Inlandsbanan, genom orten Ryssa och ut i Ryssfjärden som är en del av sjön Siljan. 
Ån användes tidigare för timmerflottning. 1916 byggdes Ryssa vattenkraftverk.
Vid norra sidan av Inlandsbanans bro över ån anlades stationen Ryssån, som senare[när?] degraderades till hållplats på grund av det ringa trafikunderlaget. Efter sträckans nedläggning 1969 har den senare kommit att användas för dressincykling, och en rastplats finns vid bron. En tidigare sträckning av riksväg 45 (numera E45) går där intill ån, men den är nu[sedan när?] bara farbar med terrängfordon.